# Michèle Marchand
Michèle "Mimi" Marchand (* 24. März 1947) ist eine französische Unternehmerin und PR-Beraterin. Sie arbeitete für verschiedene Klatschzeitschriften und Illustrierte wie Gala, Paris Match, Public, Closer und Voici und gründete eine eigene Agentur für Paparazzobilder mit dem Namen Bestimage. Sie baute enge Beziehungen zu Politikern wie Nicolas Sarkozy und Emmanuel Macron (sowie seiner Frau Brigitte) auf. Marchand war in verschiedenen Kontroversen verwickelt und wurde wiederholt angeklagt.

## Laufbahn
Marchand wurde kurz nach dem Ende des Zweiten Weltkriegs als einzige Tochter von ehemaligen kommunistischen Widerstandskämpfern aus Vincennes geboren, die einen Friseurladen betrieben. Mit 16 lief sie weg, heiratete, wurde vor ihrer Volljährigkeit schwanger und bekam zwei Kinder. Sie trennte sich von ihrem Partner und begann bei einem Automobilzulieferer zu arbeiten. Anschließend arbeitete sie in Pariser Autowerkstätten und entdeckte das Pariser Nachtleben. Sie migrierte in den 1980er Jahren nach Kalifornien, wo sie im Autoimport tätig wurde, bevor sie wieder nach Frankreich zurückkehrte. Zwei ihrer Ehemänner kamen ins Gefängnis. Im Jahr 1986 wurde sie wegen Scheckfälschung und Ausstellung ungedeckter Schecks zu sechs Monaten Gefängnis verurteilt. Im Berufungsverfahren wurde sie vom Vorwurf der Fälschung freigesprochen und ihre Strafe auf vier Monate mit Bewährung reduziert. Mitte der 1990er Jahre wurde sie festgenommen, als sie einen Lieferwagen fuhr, der 500 kg Cannabis aus Marokko transportierte. Begleitet wurde sie von ihrem damaligen Ehemann, dem Kriminellen Maurice Demagny. Während letzterer wegen Drogenhandels zu sechs Jahren Gefängnis verurteilt wurde, erhielt Michèle Marchand 1998 eine dreijährige Bewährungsstrafe. Demagny hatte sie im Untersuchungsgefängnis von Fleury-Mérogis kennengelernt.
Nachdem sie lesbische Bars in Paris betrieben hatte, kam sie 1996 als „interne freie Mitarbeiterin“ zur Klatschzeitschrift Voici, wo sie in den 1990er Jahren Dossiers über verschiedene prominente Persönlichkeiten anlegte und bald unverzichtbar wurde. Nach einer Kontroverse um ein gefälschtes Interview mit einem angeblichen Leibwächter von Prinzessin Diana verließ sie 1998 das Magazin und gründete in einem benachbarten Gebäude die Firma Shadow & Co, die Voici danach mit zahlreichen Kurzmeldungen versorgt. Aufsehen erregte sie 2006 mit einem Strandbild der Präsidentschaftskandidatin Ségolène Royal im Bikini, was als politischer Tabubruch galt. Ende 2007 beteiligte sie sich am Start von PurePeople, einer Website, die Informationen und Fotos von Prominenten veröffentlichte und sehr erfolgreich war. 2010 verkaufte sie ihre Anteile an PurePeople für 500.000 €, blieb aber weiterhin als externe Dienstleisterin tätig. Im Jahr 2011 gründete sie Bestimage, eine der größten französischen Promi-Fotoagenturen. Marchand gilt als sehr gut vernetzt und 2014 kamen Gerüchte auf, dass sie hinter den Artikeln der Zeitschrift Closer steckte, welche eine angebliche Affäre zwischen Präsident François Hollande und der Schauspielerin Julie Gayet enthüllten. Sie lieferte auch als erste die Bilder zur Affäre zwischen Nicolas Sarkozy und Carla Bruni.
Michèle Marchand besaß den Großspenderausweis der Partei UMP. Als Unterstützerin von Nicolas Sarkozy saß sie bei einigen seiner Wahlkampfveranstaltungen im Vorfeld der Vorwahlen 2016 in der ersten Reihe. Im Jahr 2017 war sie eine der Kommunikatorinnen für die Medienkampagne des Paares Brigitte und Emmanuel Macron für deren Präsidentschaftswahlkampf, nachdem sie im Frühjahr 2016 von dem Unternehmer und Investor Xavier Niel dem Paar Macron vorgestellt worden war. Die Macrons überließen ihrer Agentur Bestimage auch die Exklusivrechte über das „private Image“ der Macrons. Sie freundete sich mit ihnen an und beriet diese in PR-Fragen. Nach der Veröffentlichung der ihr gewidmeten pikanten Biografie „Mimi“ wurde sie jedoch Berichten zufolge 2018 entlassen. Hoch verschuldet und von mehreren Gerichtsverfahren bedroht, verkauft Marchand im Juni 2024 ihre Agentur Bestimage an Xavier Niel.

## Kontroversen
Neben ihrer kriminellen Vergangenheit wurde Marchand beschuldigt oder verdächtigt, in mehreren Fällen Dokumente gefälscht und Urkundenfälschungen begangen zu haben, darunter eine falsche Heiratsurkunde von Vincent Lindon und Caroline von Monaco sowie ein erfundenes Interview mit dem Leibwächter von Lady Di. Sie bestritt die gegen sie erhobenen Vorwürfe.
Für Kontroversen sorgte auch die Beziehung zwischen ihr und Gérald Marie, dessen Modelagentur Elite Model Management vorgeworfen wurde, junge Models sexuell ausgebeutet zu haben. 1999 soll Marchand Marie geholfen haben, eine öffentliche Kontroverse darüber zu überstehen. Beide kannten sich aus dem Pariser Nachtleben. Nützlich waren dabei auch die Kontakte von Marchands Partner, einem Geheimdienstoffizier, zur französischen Polizei.
Berichten zufolge gewährte Marchand Alexandre Benalla, einem ehemaligen Sicherheitsberater von Präsident Emmanuel Macron, während des Höhepunkts des Skandals um seine Person im Jahr 2018 Unterkunft und Unterstützung. Banella wurde verurteilt, sich am 1. Mai 2018 als Polizist ausgegeben und Demonstrierende verprügelt zu haben. Er unterhielt außerdem Kontakte zu russischen Oligarchen und nutzte illegal diplomatische Pässe.
Im Juni 2021 wurde Marchand wegen des Verdachts der Zeugenbeeinflussung und Bildung einer kriminellen Vereinigung im Zusammenhang mit der Rücknahme von Aussagen des Geschäftsmanns Ziad Takieddine zur mutmaßlichen libyschen Finanzierung der Präsidentschaftskampagne von Nicolas Sarkozy im Jahr 2007 angeklagt.
Im August 2021 wurde Marchand im Zusammenhang mit der Veröffentlichung von Fotos der Festnahme von Pjotr Pawlenski, der eine Schlüsselrolle im Skandal um den ehemaligen Regierungssprecher Benjamin Griveaux spielte, unter dem Verdacht der "Hehlerei" und "Verletzung des Berufsgeheimnisses" angeklagt. Pawlenski hatte intime Fotos von Griveaux veröffentlicht.
Im April 2024 wurde Marchand beschuldigt, die Moderatorin Karine Le Marchand erpresst zu haben, indem sie Geld forderte, um die Veröffentlichung kompromittierender Fotos von ihrer Tochter zu verhindern. Ein Prozess wurde daraufhin gegen sie eingeleitet.